# مظفرآباد (قروه)
مظفرآباد (قروه)، روستایی از توابع بخش سریش‌آباد شهرستان قروه در استان کردستان ایران است 
مظفرآباد (قروه)، روستایی از توابع بخش سریش‌آباد شهرستان قروه در استان کردستان ایران است. مردم روستا ی مظفرآباد قوم مظفری (نام خانوادگی اهالی روستا) مردمی کورد زبان با گویش سوارنی (لیلاخی) تکلم می‌کنند.

## جمعیت
این روستا با توجه به فاصله کوتاه ( ۵ کیلو متری) از شهر قروه و همجواری با جاده قروه بیجار و همچنین امکانات رفاهی اعم از آب آشامیدنی و برق  و گاز شهری و به دلیل قیمت مناسب خرید و اجاره خانه شاهد رشد ۸۰ درصدی در دهه ۹۰ شمسی بوده که اکثرا اهالی روستایی کم جمعیت شمال شرقی قروه هستن که به این روستا مهاجرت کردند . مظفرآباد در دهستان قصلان قرار دارد و براساس سرشماری مرکز آمار ایران در سال ۱۳۹۵، جمعیت آن ۵۴۸ نفر (۱۵۹خانوار) بوده‌است.